# Lourmais
Lourmais (bret. An Oulmeg) – miejscowość i gmina we Francji, w regionie Bretania, w departamencie Ille-et-Vilaine.
Według danych na rok 1990 gminę zamieszkiwały 274 osoby, a gęstość zaludnienia wynosiła 38 osób/km² (wśród 1269 gmin Bretanii Lourmais plasuje się na 957. miejscu pod względem liczby ludności, natomiast pod względem powierzchni na miejscu 941.).